# Hans Peter Doskozil
Hans Peter Doskozil (Vorau, 21 giugno 1970) è un politico austriaco, esponente del Partito Socialdemocratico d'Austria e Landeshauptmann del Burgenland dal 28 febbraio 2019.

## Biografia

### Studi e carriera
Doskozil è cresciuto a Kroisegg, un distretto del comune di Grafenschachen. All'inizio del 1989, Doskozil prestò nel servizio militare obbligatorio e poco dopo iniziò la sua carriera di agente di polizia come Sicherheitswachebeamter presso la Bundespolizeidirektion Wien. Iniziò a studiare giurisprudenza part-time all'Università di Vienna, ottenendo la laurea nel 2000. Dal 2003 al 2008, si spostò regolarmente tra la Sicherheitsdirektion Burgenland e il ministero dell'interno austriaco. Dal 2008 al 2012, lavorò anche presso l'ufficio dell'allora governatore del Burgenland Hans Niessl, prima di tornare alla polizia come capo della neonata Landespolizeidirektion Burgenland nel 2012.

### Carriera politica
A metà degli anni 2000 Doskozil è stato consigliere comunale di Grafenschachen per la sezione locale del Partito Socialdemocratico d'Austria (SPÖ).
Nel 2016 venne nominato ministro della difesa nel governo Faymann II. In materia di politica migratoria ha talvolta adottato una linea più dura rispetto al suo predecessore Gerald Klug, come l'introduzione di nuove misure in materia di asilo, tra cui una procedura che consente ai migranti di essere respinti alla frontiera entro un'ora, attivabile in caso di minaccia all'ordine pubblico per decreto legislativo.
Come ministro della difesa ha aumentato il bilancio delle forze armate austriache, che si era dimezzato in termini di PIL tra il 1985 e il 2015, portando la previsione di 1,3 miliardi di euro entro il 2020. Dopo tale aumento di bilancio, il numero di persone interessate alla professione di soldato professionista è raddoppiato nel 2017. Sempre durante il suo mandato come ministro della difesa, nel 2017 lo Stato austriaco ha citato in giudizio Airbus e il consorzio Eurofighter, accusandoli di frode e inganno volontario legati a un ordine di quasi 2 miliardi di euro (2,1 miliardi di dollari) per 18 jet Eurofighter Typhoon nel 2003.
Nel 2019 fu nominato Landeshauptmann del Burgenland dopo le dimissioni dell'uscente Hans Niessl. Fu poi confermato in tale carica alle regionali del 2020 e 2025.
All'inizio del 2023 presentò la propria candidatura a presidente del suo partito, in forte opposizione alla linea politica attuata dalla presidente in carica Pamela Rendi-Wagner. Nonostante avesse ottenuto al primo turno del 24 aprile il 33,7% dei voti tra gli iscritti, al congresso straordinario del partito tenutosi il 3 giugno fu sconfitto dallo sfidante Andreas Babler.